# Sèm e serem
El Festival Sèm e serem fou un festival alternatiu de música contemporània d'inspiració tradicional occitano-catalana celebrat a Tolosa de Llenguadoc el 2010 i el 2011.
Els objectius de l'entitat que organitzava el festival eren estendre l'ús social de la llengua i cultura occitanes, col·laborar en la normalització de l'ús de l'occità escrit en la vida pública, estrènyer llaços entre el món musical català i occità establint accions de cooperació: concerts i publicació conjunta de discografia i estendre el coneixement mutu entre tradicions musicals. Artistes com Carles Belda, Orxata Sound System, Ix!, Enric Hernàez, Pau Alabajos, Miquel Pujadó i altres músics occitans i catalans participaren en el festival. El 2011, Barnasants i Sèm e serem reberen un ajut important de l'Euroregió Pirineus-Mediterrània per desenvolupar el projecte Poesia sense fronteres, un recull de poesia occitano-catalana dels segles XII al XXI, musicat per Guillaume Lopez (occità) i Roger Mas i Solé (català).